# H-kwadrat
H-kwadrat, H2 – termin w matematyce i teorii sterowania odnoszący się do przestrzeni Hardy’ego z normą kwadratową. Jest to podprzesztrzeń przestrzeni L2 i dlatego jest przestrzenią Hilberta. W szczególności jest przestrzenią Hilberta reprodukującą jądro.

## Na okręgu jednostkowym
W ogólności, elementy L2 na okręgu jednostkowym są dane przez
{\displaystyle \sum _{n=-\infty }^{\infty }a_{n}e^{in\varphi },}
podczas gdy elementy H2 są dane wyrażeniem
{\displaystyle \sum _{n=0}^{\infty }a_{n}e^{in\varphi }.}
Projekcja z L2 do H2 (poprzez podstawienie {\displaystyle a_{n}=0,} gdy {\displaystyle n<0}) jest ortogonalna.

## Na półpłaszczyźnie
Transformata Laplace’a {\displaystyle {\mathcal {L}}} dana wyrażeniem:
{\displaystyle [{\mathcal {L}}f](s)=\int _{0}^{\infty }e^{-st}f(t)dt}
może być rozumiana jako operator liniowy
{\displaystyle {\mathcal {L}}:L^{2}(0,\infty )\to H^{2}\left(\mathbb {C} ^{+}\right),}
gdzie {\displaystyle L^{2}(0,\infty )} jest zbiorem funkcji całkowalnych z kwadratem, określonych na osi dodatnich liczb rzeczywistych, a {\displaystyle \mathbb {C} ^{+}} jest prawą półpłaszczyzną płaszczyzny zespolonej. Co więcej, jest to izomorfizm, przy tym odwracalny, izometryczny i spełniający:
{\displaystyle \|{\mathcal {L}}f\|_{H^{2}}={\sqrt {2\pi }}\|f\|_{L^{2}}.}
Transformata Laplace’a jest połową transformaty Fouriera; z dekompozycji
{\displaystyle L^{2}(\mathbb {R} )=L^{2}(-\infty ,0)\oplus L^{2}(0,\infty )}
otrzymuje się dekompozycję ortogonalną {\displaystyle L^{2}(\mathbb {R} )} do dwóch przestrzeni Hardy’ego.
{\displaystyle L^{2}(\mathbb {R} )=H^{2}\left(\mathbb {C} ^{-}\right)\oplus H^{2}\left(\mathbb {C} ^{+}\right).}
Jest to w istocie twierdzenie Paley-Wienera.